# Nuklease A (Serratia marcescens)
Nuklease A ist ein Enzym des Bakteriums Serratia marcescens aus der Gruppe der Endonukleasen.

## Eigenschaften
Die gentechnisch modifizierte Form der extrazellulären Nuklease von Serratia marcescens, wird in E. coli Stamm W3110 exprimiert. In E. coli wird dieses Enzym durch das Plasmid pNUC1 codiert. Endonuklease aus Serratia marcescens wird im Zuge der Proteinreinigung verwendet, um Nukleinsäuren in Zelllysaten abzubauen und so deren Viskosität zu vermindern, die Reinigung der Proteine zu erleichtern und behördliche Anforderungen an die Nukleinsäure-Freiheit von Protein-Pharmazeutika zu erfüllen. Teilweise wird sie auch immobilisiert eingesetzt. Die Nuklease A ist strukturell mit der silkworm nuclease, Kartoffel-Nuklease und der Azotobacter-Nuklease verwandt.

## Struktur
Die extrazellulären Endonuklease aus Serratia marcescens ist ein Homodimer, die Untereinheiten haben nach Abspaltung der Signalsequenz zur Sekretion (Position 1–21) 245 Aminosäuren und eine relative Molekülmasse von circa 30 kDa. Das Enzym benötigt Mg2+ (1–2 mM) als Cofaktor und hat zwei essenzielle Disulfidbindungen. Das Enzym kann arbeiten in Anwesenheit von Detergenzien, Harnstoff, Phenol, PMSF und Thiolen. Es wird durch Salzkonzentrationen > 20 mM gehemmt. Der optimale pH-Wert liegt bei 8 (Arbeitsbereich 6–10), die optimale Temperatur bei 35 °C (Arbeitsbereich 0–42 °C). Die Struktur wurde 1997 und 2000 publiziert.

## Spezifität
Diese Nuklease hat breite Substratspezifität gegen DNA und RNA (linear, zirkulär, einfach oder Doppelstrang) mit einer leichten Präferenz für G/C-reiche Segmente, diese werden in Oligonukleotide gespalten, die eine Länge von 2–5 Nukleotiden und ein 5'-Monophosphat haben. Diese Nuklease hat keine messbare Protease-Aktivität. Theoretisch ist es auch möglich, in der Impfstoffproduktion Bakterien und Viren mit dieser Nuklease nicht-infektiös zu machen.